# Hilda Carlén
Hilda Maria Carlén (Ystad, 13 augustus 1991) is een Zweeds voetbalspeelster. Zij speelde van 2010 tot 2018 als keepster in de Zweedse Damallsvenskan-competitie.
In 2016 haalde Carlén een zilveren medaille met het Zweeds voetbalelftal op de Olympische Zomerspelen in Rio de Janeiro.

## Statistieken
| Seizoen | Club      | Land   | Competitie | Wedstrijden | Doelpunten |
| ------- | --------- | ------ | ---------- | ----------- | ---------- |
| 2010    | Rosengård | Zweden | DAM        | 0           | 0          |
| 2010    | Linköping | Zweden | DAM        | 0           | 0          |
| 2010    | Rosengård | Zweden | DAM        | 0           | 0          |
| 2011    | Rosengård | Zweden | DAM        | 0           | 0          |
| 2012    | Rosengård | Zweden | DAM        | 0           | 0          |
| 2013    | Hammarby  | Zweden | Elitettan  | 23          | 0          |
| 2014    | Piteå     | Zweden | DAM        | 20          | 0          |
| 2015    | Piteå     | Zweden | DAM        | 22          | 0          |
| 2016    | Piteå     | Zweden | DAM        | 22          | 0          |
| 2017    | Piteå     | Zweden | DAM        | 22          | 0          |
| 2018    | Linköping | Zweden | DAM        | 4           | 0          |
| Totaal  | Totaal    | Totaal | Totaal     | 113         | 0          |

Laatste update: november 2020

## Interlands
Carlén speelde voor Zweden O17, O19 en O23. In februari 2015 debuteerde ze voor het Zweeds voetbalelftal.

## Privé
Zowel haar vader Per Carlén als haar broer Oscar Carlén speelden handbal op nationaal niveau.